# Dora and the Lost City
Dora and the Lost City of Gold är en amerikansk äventyrskomedifilm från 2019 baserad på Nickelodeons tv-serie Dora utforskaren. Filmens karaktärer spelas av bland andra Isabela Moner, Eugenio Derbez, Michael Peña, Eva Longoria, Danny Trejo och Benicio del Toro.
Filmen hade biopremiär i USA den 9 augusti 2019 och i Sverige den 27 september. Den fick mestadels positiva recensioner från recensenter som berömde Moners prestation och filmens självmedvetna humor, och har tjänat in omkring 120 miljoner dollar från över hela världen.

## Handling
Efter att ha tillbringat större delen av sitt liv med att utforska djungeln tillsammans med sina föräldrar måste Dora göra sig redo för det största äventyret i hennes liv - gymnasiet. Som van utforskare finner sig Dora snabbt och leder Boots (hennes bästa vän och tillika apa), hennes kusin Diego, en mystisk djungelinvånare och ett gäng tonåringar på ett äventyr där de måste rädda hennes föräldrars liv och samtidigt lösa mysteriet bakom den försvunna guldstaden.

## Rollista
| Figur                         | Skådespelare      | Svensk röst      |
| ----------------------------- | ----------------- | ---------------- |
| Dora Márquez                  | Isabela Moner     | Julia Kedhammar  |
| Dora som liten                | Madelyn Miranda   | Mellie Liolios   |
| Professor Alejandro Gutierrez | Eugenio Derbez    | Rolf Lydahl      |
| Cole Márquez                  | Michael Peña      | Pablo Cepeda     |
| Elena Márquez                 | Eva Longoria      | Ayla Kabaca      |
| Diego Márquez                 | Jeff Wahlberg     | Mikael Regenholz |
| Diego som liten               | Malachi Barton    | Ola Ginner       |
| Boots                         | Danny Trejo       | Mikael Regenholz |
| Swiper                        | Benicio del Toro  | Ole Ornered      |
| Kartan                        | Marc Weiner       |                  |
| Ryggsäck                      | Sasha Toro        |                  |
| Djurröster                    | Dee Bradley Baker |                  |
| Randy Warren                  | Nicholas Coombe   | Freddy Åsblom    |
| Sammy Moore                   | Madeleine Madden  | Matilda Smedius  |
| Powell                        | Temuera Morrison  | Jamil Drissi     |
| Viper                         | Christopher Kirby | Jörn Savér       |
| Christina X                   | Natasa Ristic     |                  |
| Abuelita Valerie              | Adriana Barraza   | Jennie Jahns     |
| Sabrina                       | Pia Miller        |                  |
| Prinsessan Kawillaka          | Q'orianka Kilcher |                  |
| Gammal kvinna                 | Isela Vega        |                  |